# Zimní stadion Ludvíka Koška
Zimní stadion Ludvíka Koška je sportovní stadion v Turnově, na kterém odehrává své domácí zápasy klub ledního hokeje HC Turnov 1931. Stavba, jež trvala 9 měsíců, byla dokončena v říjnu 2015 a slavnostní otevření proběhlo dne 28. října téhož roku, první sportovní sezóna se uskutečnila v období od konce října do začátku dubna 2016. Nese název Ludvíka Koška, turnovského hokejisty a pilota bombardéru RAF, který zahynul v roce 1944 při návratu z operačního letu.

## Popis
Stadion se nachází ve sportovně rekreačním areálu Maškova zahrada na pozemcích, které město získalo v roce 2000 za 35 milionů korun, přičemž náklady na stavbu činily 96 milionů korun.
V roce 2025 proběhla dostavba dalšího prstence zimního stadionu a stadion se rozšířil o pět šaten, rozcvičovnu, posilovnu a zasedací místnost. Součástí investice bylo také hřiště, které na letní sezónu dostalo speciálního povrch a hala se tak změnila na multifunkční.
Stavba přístavby v roce 2025 přišla na zhruba 15,5 milionu korun, téměř deseti miliony se podílela Národní sportovní agentura, třemi miliony Liberecký kraj, 800 tisíc korun investoval do vybavení HC Turnov 1931 a zbylou část uhradila turnovská radnice.
Rozměry ledové plochy jsou 59 x 26 metrů a kapacita hlediště dosahuje 350 diváků, z čehož 306 je míst k sezení. Sportovci mají k dispozici dvanáct šaten, šatnu pro rozhodčí a trenéry, rozcvičovnu a posilovnu, v areálu se také nachází restaurace a parkoviště.